# Шмидт, Вильгельм (этнограф)
Вильге́льм Шмидт (нем. Wilhelm Schmidt; 16 февраля 1868, Хёрде (ныне в составе Дортмунда) — 10 февраля 1954, Фрайбург) — немецкий этнограф, антрополог, социолог, лингвист, историк. Католический священник, миссионер Общества Слова Божьего (лат. Societas Verbi Divini, SVD).

## Биография
Вильгельм Шмидт происходил из семьи фабричного рабочего.
В 1883 году он поступил в миссионерскую школу в Штейле, Нидерланды, которая принадлежала Обществу Слова Божия (Societas Verbi Divini), основанного в 1875 г. В начале своего жизненного пути Шмидт решил стать иностранным миссионером. В Штейле он завершил своё философское и богословское образование и был рукоположён в сан священника в 1892 г.
С 1893 по 1895 годах изучал семитские языки в Берлинском университете.
В 1895 году в миссионерской семинарии св. Габриэля в Модлинге, Австрия занял должность профессора нескольких богословских дисциплин.
С 1921 году стал профессором Венского университета. После аншлюса в Австрии в марте 1938 г. Шмидт переносит Институт „Антропос“ в Швейцарию и становится профессором Фрайбургского университета (1939—1951).
Умер 10 февраля 1954 во Фрайбурге и был похоронен в семинарии в Модлинге.

## Научная и религиозная деятельность
Шмидт всецело посвятил себя изучению языков Океании и Юго-Восточной Азии. Его работами по сравнительному языкознанию заинтересовали ученые-этнографы из Венской Императорской Академии наук и Венского Антропологического общества, и он был приглашен преподавателем этнографии в Венский университет.
В. Шмидт вёл активную организационную работу в области этнографии и истории религии. В 1906 он основал журнал «Антропос», в котором печатались статьи по этнологии и лингвистике. С 1921 г. Шмидт становится профессором Венского университета. В 1931 в Мёдлинге создал институт Антропос, при Обществе Слова Божия. Шмидт был директором института до 1950 г.
После аншлюса Австрии в марте 1938 г. Шмидт переносит институт Антропос в Швейцарию и преподает этнологию в университете Фрибурга (С 1939 по 1942 в качестве преподавателя, а с 1942 по 1948 в качестве профессора). В 1937 году он стал академиком основанной незадолго до этого Папской академии наук.
С 1912 по 1955 опубликовал свой главный труд — 12-томную работу «Происхождение идеи Бога» (нем. Der Ursprung der Gottesidee), в котором стремился обосновать концепцию прамонотеизма («первобытного монотеизма») — изначального существования у всех народов веры в единого верховного Бога-творца. Во время преподавания в Венском университете с 1921 по 1937 год он подготовил к изданию труд «Народы и культуры» (нем. Völker und Kulturen), который начал писать ещё в 1914 году. В этой работе он изложил основные принципы теории культурных кругов, которая, как он считал, лежала в основе развития человечества.
По приглашению папы Пия XI он построил в период с 1924 по 1927 г. Ватиканскую миссионерскую выставку, которая впоследствии стала Понтификальным музеем миссионерства и этнологии в Латеранском дворце (Pontificio Museo Missionario-Ethnologico). Он был назначен первым директором и продолжает оставаться почетным директором и после своей смерти. Он организовал несколько конференций, особенно для миссионеров с целью обсуждения вопросов религии и этики нехристианских народов, а также был частым участником конгрессов и встреч этнологов и лингвистов. Его усилия привели к созданию музея этнологии в Вене. Озабоченный тщательным и систематическим изучением национальных культур, Шмидт организовал несколько экспедиций к пигмеям и пигмоидным народам, коренным жителям Огненной Земли, африканским бушменам, аборигенам Бразилии, Индии, Тибета, Новой Гвинеи и других мест.
Научные заслуги В. Шмидта принесли ему 6 титулов почетного профессора различных университетов Европы.

## Научные взгляды
Согласно представлениям Шмидта, старейшая культура человечества (которую он называл пракультурой — Urkultur) — это культура охотников-собирателей, останки которой находятся среди пигмеев и пигмоидов, также как и в арктической области Америки и юго-восточной Австралии. Из этой пракультуры возникли, независимо друг от друга, три «главных культуры»:
- культура, основанная на выращивании растений, связанная с матриархатом и развитием сбора растений женщинами,
- «высокая охотничья культура», контролируемая мужчинами и связанная с тотемизмом, и
- патриархальная пастушечья культура, основанная на кочевом хозяйстве.

Каждый из трех первоначальных «культурных кругов», выделенных Шмидтом, возник, по его взгляду, только в данной географической области и затем распространился посредством миграции. Вследствие смешивания первичных культур возникают вторичные и третичные культуры, которые в свою очередь дают возникновение новым культурам. Вышеуказанные изменения в экономическом базисе культуры также имеют своё влияние на общество, как и на религию. В своей работе «Лингвистические семьи и лингвистические круги мира» (Die Sprachfamilien und Sprachenkreise der Erde, 1926) Шмидт стремился построить этнолого-лингвистический синтез. Взгляды венского историка архаических культур Освальда Менгина были подвергнуты Шмидтом анализу в работе «Всемирная история каменного века» (Weltgeschichte der Steinzeit, 1931). Позднее, Шмидт пытался разработать культурно-исторический метод Грэбнера в своем учебнике о методе культурно-исторической этнологии (Handbuch der Methode der kulturhistorischen Ethnologie, 1937) и в то же время пытался выстроить систематическим образом свои собственные идеи. Своим взглядом на развитие культур Шмидт хотел заменить исторически обоснованной системой эволюционистскую позицию, которая оказывала влияние посредством естественных наук. Критики Шмидта, однако, признавали, что этот новый подход был слишком жестким и схематичным. Хотя культурные формы, которые он выделил, не могут рассматриваться как исторические реалии, они, тем не менее, были ценны как инструменты классификации. Его пионерская работа представляла стадию исследования, которая не может быть опущена как несущественная. Несмотря на различную критику деталей его системы его современниками, общепринятое мнение было согласно с его пониманием, что даже неписьменные культуры показывают историческое развитие.

### Теория прамонотеизма
В результате своих этнографических исследований, Шмидт приходит к следующим выводам. Во-первых, он отмечает, что монотеизм является религией существующих в настоящее время охотников-собирателей, которые были исследованы им: их высшее существо, творец мира, является связанным с этикой и почитаемым в культе. Во-вторых, он утверждает, что так как эти народы представляют для нас наиболее древние из доступных форм культуры человека, это является основанием для утверждения, что монотеизм является старейшей религией человечества. В-третьих, он декларирует, что так как религии этих людей — особенно их представления о Высшем существе — отражают столь много общих характерных черт, следует заключить, что они имели общее историческое происхождение. В-четвертых, Шмидт рассуждает, что образ высшего существа, которого придерживаются примитивные народы, является столь высоким, что он не выводится из человеческого опыта, и что, следовательно, его можно проследить к первоначальному Божественному Откровению. Наконец, он постулирует, что в течение последующего развития, прогресс во внешней культуре был достигнут многими народами, хотя зачастую встречается упадок в области религии и этики.
Согласно Шмидту, изначальная идея о Боге сохранилась с большей чистотой у кочевых народов, веровавших в небесного Бога; в других культурах эта идея потеряла основу. Почитание солнца и магия постепенно стали доминировать в тотемических культурах, а в матриархальных сельскохозяйственных культурах стали почитать землю и создали культ плодородия, лунную мифологию и почитание мертвых. Так первобытный монотеизм практически исчез из религиозной жизни этих народов.